# Black Mountain (Carolina do Norte)
Black Mountain é uma cidade  localizada no estado norte-americano de Carolina do Norte, no Condado de Buncombe.

## Demografia
Segundo o censo norte-americano de 2000, a sua população era de 7511 habitantes. 
Em 2006, foi estimada uma população de 7667, um aumento de 156 (2.1%).

## Geografia
De acordo com o United States Census Bureau tem uma área de 16,7 km², dos quais 16,7 km² cobertos por terra e 0,0 km² cobertos por água. Black Mountain localiza-se a aproximadamente 733 m acima do nível do mar.

## Localidades na vizinhança
O diagrama seguinte representa as localidades num raio de 24 km ao redor de Black Mountain. 